# Banjar
Banjar là một thị xã và là một nagar panchayat của quận Kullu thuộc bang Himachal Pradesh, Ấn Độ.

## Địa lý
Banjar có vị trí 31°38′B 77°21′Đ / 31,63°B 77,35°Đ Nó có độ cao trung bình là 1962 mét (6436 foot).

## Nhân khẩu
Theo điều tra dân số năm 2001 của Ấn Độ, Banjar có dân số 1262 người. Phái nam chiếm 55% tổng số dân và phái nữ chiếm 45%. Banjar có tỷ lệ 84% biết đọc biết viết, cao hơn tỷ lệ trung bình toàn quốc là 59,5%: tỷ lệ cho phái nam là 89%, và tỷ lệ cho phái nữ là 78%. Tại Banjar, 8% dân số nhỏ hơn 6 tuổi.